# Røldalsvatnet
Røldalsvatnet er en sø som ligger ved Røldal i Odda kommune i Vestland fylke i Norge. Søen er reguleret som led i udbygningen af Røldal-Suldal-vandkraftanlægget.